# Jon Balke
Jon Balke est un pianiste norvégien de jazz né en 1955. Il est surtout connu pour la création du Magnetic North Orchestra.

## Biographie
Jon Balke commence par le piano classique, mais passe rapidement au blues à 12 ans. Il rejoint le quartet du contrebassiste Arild Andersen à seulement 18 ans, ce qui initie sa collaboration avec le label ECM dès 1975.
Au début des années 1980, Balke est l'un des leaders du big band Oslo 13, et participe au groupe Masqualero. À partir de 1989, il travaille sur ses propres projets et devient l'une des figures les plus importantes de la scène norvégienne, en particulier en tant que compositeur,. Parmi ses projets, Jøkleba (avec Audun Kleive et Per Jørgensen), et surtout le Magnetic North Orchestra.
En 2002, Balke forme le groupe de percussions Batagraf, considéré au départ comme un lieu d'expériences musicales. Balke est très attiré par les sons du  batá, un instrument à percussion qui rassemble les influences ouest africaines et cubaines. Le groupe fait paraître l'album Statements en 2004, une musique élémentaire avec des passages récités en anglais et en wolof.
En 2007, il entame une collaboration avec la chanteuse marocaine Amina Alaoui sur l'album Siwan.

## Discographie
- On and On (Odin, 1991)
- Nonsentration (ECM, 1992)
- Further (ECM, 1993)
- Rotor (Curling Legs, 1998)
- Solarized (Emarcy, 1999)
- Kyanos with the Magnetic North Orchestra (ECM, 2002)
- Diverted Travels (ECM, 2004)
- Book of Velocities (ECM, 2007)
- Siwan (ECM, 2009)
- Say and Play (ECM, 2011)
- Warp (ECM, 2016)

avec Arild Andersen
- Clouds in My Head (ECM, 1975)

Avec Mathias Eick
- The Door (ECM, 2007)